# Василиос Капсамбелис
Василиос Капсамбелис (на гръцки: Βασίλειος Καψαμπέλης) е гръцки военен и революционер, деец на Гръцката въоръжена пропаганда в Македония от началото на XX век.

## Биография
Василиос Капсамбелис е роден в 1864 година в град Пирея. Включва се в гръцката пропаганда в Македония като агент от първи ред, като действа в района на македонския град Сяр. Капсамбелис влиза в армията и достига офицерски чин. Умира в 1912 година в битката при Енидже Вардар по време на Балканската война.